# 小行星803
小行星803（803 Picka）是一颗围绕太阳公转的小行星。1915年3月21日，約翰·帕利薩在维也纳描述了此天体。
該小行星以捷克醫生弗里德里希·皮克（Friedrich Pick）命名。
这颗小行星的绝对星等为9.4等。

## 相关條目
- 小行星列表/1-1000

## 外部連結
- Asteroid Lightcurve Database (LCDB) （页面存档备份，存于）, query form (info （页面存档备份，存于）)
- Dictionary of Minor Planet Names, Google books
- Discovery Circumstances: Numbered Minor Planets (10001)-(15000) （页面存档备份，存于） – Minor Planet Center
- 小行星803 at AstDyS-2, Asteroids—Dynamic Site
  - Ephemeris · Observation prediction · Orbital info · Proper elements · Observational info
- NASA JPL小天體瀏覽器上的小行星803

| 前一小行星： 小行星802 | 小行星列表 | 後一小行星： 小行星804 |